# Khadija Gbla
Khadija Gbla (née c. 1988) est une féministe australienne et militante des droits de l'homme. Elle travaille comme consultante culturelle, conférencière et militante contre les mutilations génitales féminines (MGF), basée en Australie du Sud. Elle fonde l’organisation de défense des droits No FGM Australia, qui œuvre pour éradiquer cette pratique.

## Jeunesse
Gbla est née en Sierra Leone vers 1988. Lorsqu'elle a trois ans, en 1991, sa famille déménage en Gambie, puis en Australie, pour des raisons de sécurité. Tous obtiennent le statut de réfugié en 2001, alors que Gbla a 13 ans.
En Gambie, des mutilations génitales féminines (MGF) sont pratiquées sur Gbla par une vieille femme, alors qu'elle a neuf ans. On lui enlève le clitoris et les petites lèvres. La mutilation est pratiquée avec un couteau rouillé sur le sol non stérile d'une hutte, au nom de la « pureté ». Cela occasionne des complications cicatricielles, des douleurs chroniques et du stress. Ce n'est qu'après son arrivée en Australie, à l'âge de 13 ans, que Gbla réalise que ce qui lui est arrivé n'est « pas acceptable ».
À l'âge adulte, on lui diagnostique un trouble du spectre autistique, un trouble déficit de l'attention, une fibromyalgie, une myalgie, le syndrome d'Ehlers-Danlos, un trouble de stress post-traumatique et un syndrome douloureux régional complexe.

## Carrière
Gbla se porte volontaire dans une association caritative en Australie du Sud appelée Women's Health Statewide, c'est à ce moment-là qu'elle réalise qu'elle est victime de MGF. Elle contribue à sensibiliser les médecins, les policiers et la communauté sur les MGF et continue de travailler pour leur abolition abolir en Australie. Elle fonde l'association caritative No FGM Australia pour fournir des soins de santé et un soutien éducatif aux femmes et aux filles.Cette association offre une formation en compétence culturelle aux professionnels de la santé et aux travailleurs sociaux.
En tant qu'éducatrice pour l'association, elle aide les autres à comprendre ce qu'est une MGF, où elle se produit et les croyances culturelles qui l'entourent. Elle conseille le Conseil de la jeunesse du ministre du gouvernement sud-australien sur l'organisation de camps et d'activités pour les réfugiés nouvellement arrivés et sensibilise ses pairs aux problèmes de santé sexuelle et mentale. Elle représente l'Australie sur la scène internationale au Harvard National Model United Nations et au Commonwealth Youth Forum of Australian and Africa Dialogue, et elle intervient lors de nombreux événements,.
Gbla déclare : « Les MGF ont un impact à chaque étape de la vie ; chaque femme a sa propre honte et son propre isolement. Je veux que les gens sachent à quel point c'est terrible, quelle violation des droits des femmes et des filles. Il y a tellement de choses à faire pour éduquer les gens. C'est à nous de mettre fin à cette violation des droits humains. »
Le cabinet de conseil culturel Khadija Gbla propose des formations et des animations de sensibilisation culturelle aux agences gouvernementales, aux organisations à but non lucratif et aux particuliers, ainsi que des services de plaidoyer et de mentorat. Elle prend la parole lors de plusieurs événements TEDx.
Gbla est ambassadrice de Our Watch, une organisation créée pour changer les attitudes de violence envers les femmes et leurs enfants, et directrice de Reacher's Philanthropy - Committed to Women's and Girl's Self Empowerment.

## Reconnaissance
Son travail est récompensé à de nombreuses reprises :
- 2024 : Women & Leadership Australia award[11]
- 2016 : Finaliste du magazine The Australian Women's Weekly et du concours Qantas Women of the Future
- 2014 : 50 femmes les plus influentes selon The Advertiser
- 2013 : 100 femmes les plus inspirantes du magazine Madison en Australie
- 2013 : militants des droits humains à surveiller selon Amnesty International
- 2011 : Finaliste du Australian of the Year